# Neuburg am Inn
Malching là một đô thị ở huyện Passau bang Bayern thuộc nước Đức.